# 第13回全日本実業団対抗駅伝競走大会
第13回全日本実業団対抗駅伝競走大会（だい13かいぜんにほんじつぎょうだんたいこうえきでんきょうそうたいかい）は1968年12月12日に三重県で開催された全日本実業団対抗駅伝競走大会である。

## 概要
レースは序盤から首位が入れ替わる展開となったが、4区で2年ぶりの王座奪還を狙う旭化成が首位に浮上。その後5区では東洋ベアリングに一時首位を譲るも、6区で奪回しそのままゴール、旭化成が大会記録を3分以上上回って4回目の優勝を達成した。2位は八幡製鉄、3位は東洋ベアリングが入りそれぞれ3大会ぶり、9大会ぶりの3位以内となった。

## 出場チーム
- 旭化成（6大会連続7回目）
- 九州電工（2大会連続2回目）
- 倉敷レーヨン（4大会連続10回目）
- 黒崎窯業（3大会連続4回目）
- 神戸製鋼（13大会連続13回目）
- 新電元工業（2大会連続2回目）
- 鈴木自動車（7大会連続7回目）
- 住友金属（3大会連続9回目）
- 全鐘紡（2大会連続8回目）
- 中央発條（13大会連続13回目）
- 帝人（2大会連続6回目）
- 電電中国（6大会連続6回目）
- 東急（9大会連続9回目）
- 東洋工業（8大会連続8回目）
- 東洋ベアリング（2大会ぶり12回目）
- トヨタ自動車（4大会連続4回目）
- 日産自動車（4大会ぶり3回目）
- 日本電装（初出場）
- 日本レイヨン（2大会ぶり7回目）
- 日本電気（2大会連続2回目）
- 日立造船（2大会連続3回目）
- 八幡化学（4大会連続6回目）
- 八幡製鐵（13大会連続13回目）
- リッカー（9大会連続11回目）

## 成績
- 1位　旭化成　4時間11分45秒
- 2位　八幡製鐵　4時間13分15秒
- 3位　東洋ベアリング　4時間13分30秒
- 4位　全鐘紡　4時間13分55秒
- 5位　電電中国　4時間14分15秒
- 6位　九州電工　4時間14分43秒
- 7位　倉敷レーヨン　4時間15分30秒
- 8位　東洋工業　4時間16分52秒
- 9位　鈴木自動車　4時間17分38秒
- 10位　黒崎窯業　4時間18分23秒
- 11位　リッカー　4時間20分26秒
- 12位　帝人　4時間20分27秒
- 13位　中央発條　4時間21分52秒
- 14位　東急　4時間22分22秒
- 15位　八幡化学　4時間22分37秒
- 16位　神戸製鋼　4時間23分10秒
- 17位　新電元工業　4時間23分20秒
- 18位　トヨタ自動車　4時間23分45秒
- 19位　日産自動車　4時間28分24秒
- 20位　日本電気　4時間29分39秒
- 21位　日立造船　4時間30分32秒
- 22位　住友金属　4時間31分57秒
- 23位　日本レイヨン　4時間35分37秒
- 24位　日本電装　4時間39分52秒

## 区間賞
※は区間記録更新
- 1区　谷村隼美（倉敷レーヨン）47分24秒
- 2区　鈴木従道（東洋ベアリング）45分51秒
- 3区　広島日出国（旭化成）29分45秒※
- 4区　稲垣清市（旭化成）30分※
- 5区　佐々木精一郎（九州電工）46分9秒
- 6区　中城幸夫（旭化成）24分34秒
- 7区　藤沢修（八幡製鐵）24分37秒